# Om (sång)
Om är en sång skriven av Niklas Strömstedt. Den finns med på hans studioalbum Om! från 1990 och släpptes som singel samma år, den första från albumet. Den toppade både Svensktoppen och Svenska singellistan och är Strömstedts enda singeletta som soloartist på Svenska singellistan.
Singeln gavs ut på CD och vinyl (7" och 12"). Som B-sida valdes låten "Stanna kvar!", även den skriven av Strömstedt. På 12"-singeln finns även en remix av titelspåret. Singeln producerades av Bernard Löhr och Strömstedt och spelades in i Polar Studios. Fotograf var Mikael Jansson och singelomslaget, på vilket Strömstedt ses stående bredbent med en gitarr, designades av Rififi.
Om tog sig 1990 in både på Svenska singellistan och på Svensktoppen och toppade båda listorna. Den låg fem veckor på Svenska singellistan, varav en på första plats. Den låg på Svensktoppen under femton veckor mellan den 3 juni och 24 november, varav de tre första veckorna som nummer ett. Under sex veckor mellan den 14 oktober och 24 november låg även Strömstedts låt "Vart du än går" samtidigt på listan.
I sjätte säsongen av Så mycket bättre gjorde Jenny Berggren en tolkning av låten på engelska och kallade den "Come". 

## Låtlista

### CD och 7"
1. "Om" – 4:06
2. "Stanna kvar!" – 3:42

### 12"
Sida A
1. "Om" (den ultimata om-mixen)

Sida B
1. "Om"
2. "Stanna kvar!"

## Medverkande musiker
- Jonas Isacsson – mandolin, gitarr
- Per Lindwall – trummor
- Niklas Strömstedt – sång

## Listplaceringar
| Lista (1990) | Topplacering |
| ------------ | ------------ |
| Norge        | 7            |
| Sverige      | 1            |